# Centre d'Esports Sabadell Futbol Club
Maillots
Le Centre d’Esports Sabadell Futbol Club, S.A.D. est un club de football espagnol basé à Sabadell en Catalogne.
Le club est finaliste de la Coupe d'Espagne en 1935.

## Histoire
Le club évolue pendant 14 saisons en première division : de 1943 à 1945, puis de 1946 à 1949, ensuite pendant 7 saisons consécutives entre 1965 et 1972, et enfin entre 1986 et 1988.
Il obtient son meilleur classement en Primera División lors de la saison 1968-1969, où il se classe 4e du championnat, avec 10 victoires, 12 matchs nuls et 8 défaites.
Le club atteint par ailleurs la finale de la Coupe d'Espagne en 1935, en étant battu 3-0 par le FC Séville.
En juillet 2020, le club obtient la promotion en D2.

## Palmarès
- Champion de Segunda División (D2) en 1943 et 1946
- Champion de Segunda División B (D3) en 1984 et 2011
- Champion de Tercera División (D4) en 1932, 1964, 1977 et 1994
- Finaliste de la Coupe d'Espagne en 1935

## Statistiques
- 14 saisons passées en Primera División (1re division)
- 43 saisons passées en Segunda División (2e division)
- 20 saisons passées en Segunda División B (3e division)
- 8 saisons passées en Tercera División (4e division)
- Une participation à la Coupe des villes de foires lors de la saison 1969-1970 (élimination au 1er Tour par le FC Bruges)

## Personnalités du club

### Anciens entraîneurs
- Otto Bumbel
- Juan Armet
- Gustavo Biosca
- Lluís Carreras
- Josep Escolà
- Juan Carlos Mandiá
- Luis Miró
- Pedro Valentín Mora
- Antonio Olmo
- Enrique Orizaola
- Pasieguito
- Lluís Pujol
- José Luis Romero
- Rubi
- Pedro Solé
- Juan Velasco
- Elemér Berkessy
- Nicolae Simatoc
- Zvonko Monsider

### Anciens joueurs
- Thomas Nkono
- Urko Pardo
- Kenneth Brylle Larsen
- Koldo Aguirre
- Periko Alonso
- Pedro Casado
- Paco Clos
- Genís
- Josep Gonzalvo
- Juli Gonzalvo
- Isidro
- Eugenio Leal
- Manolo
- Rafael Marañón
- Marcelino
- Cristóbal Martí
- Ramón Montesinos
- Joaquín Navarro
- Jesús Pereda
- Lluís Pujol
- Raúl Tamudo
- Tente
- Juan Velasco
- Pedro Zaballa
- José Antonio Zaldúa
- Alasana Manneh
- Juvenal
- Gaï Assulin
- Nabil Baha
- Mohamed El Yaâgoubi
- Buenaventura Ferreira
- Ramón Hicks
- Juan Reynoso
- Juan Seminario
- Miguel Bossio
- Eduardo Pereira

### Anciennes joueuses
- Laura del Río